# 北房ホタル保存会
北房ホタル保存会（ほくぼうほたるほぞんかい）とは、岡山県真庭市の北房地域で、ホタルの保護活動や啓発活動に取り組んでいる団体である。活動の歴史は50年以上で、2023年現在は光害に対する取組（遮光幕の設置）や「ほくぼうホタル学」の実施、河川の水質検査などさまざまな活動を行っている。

## 概要

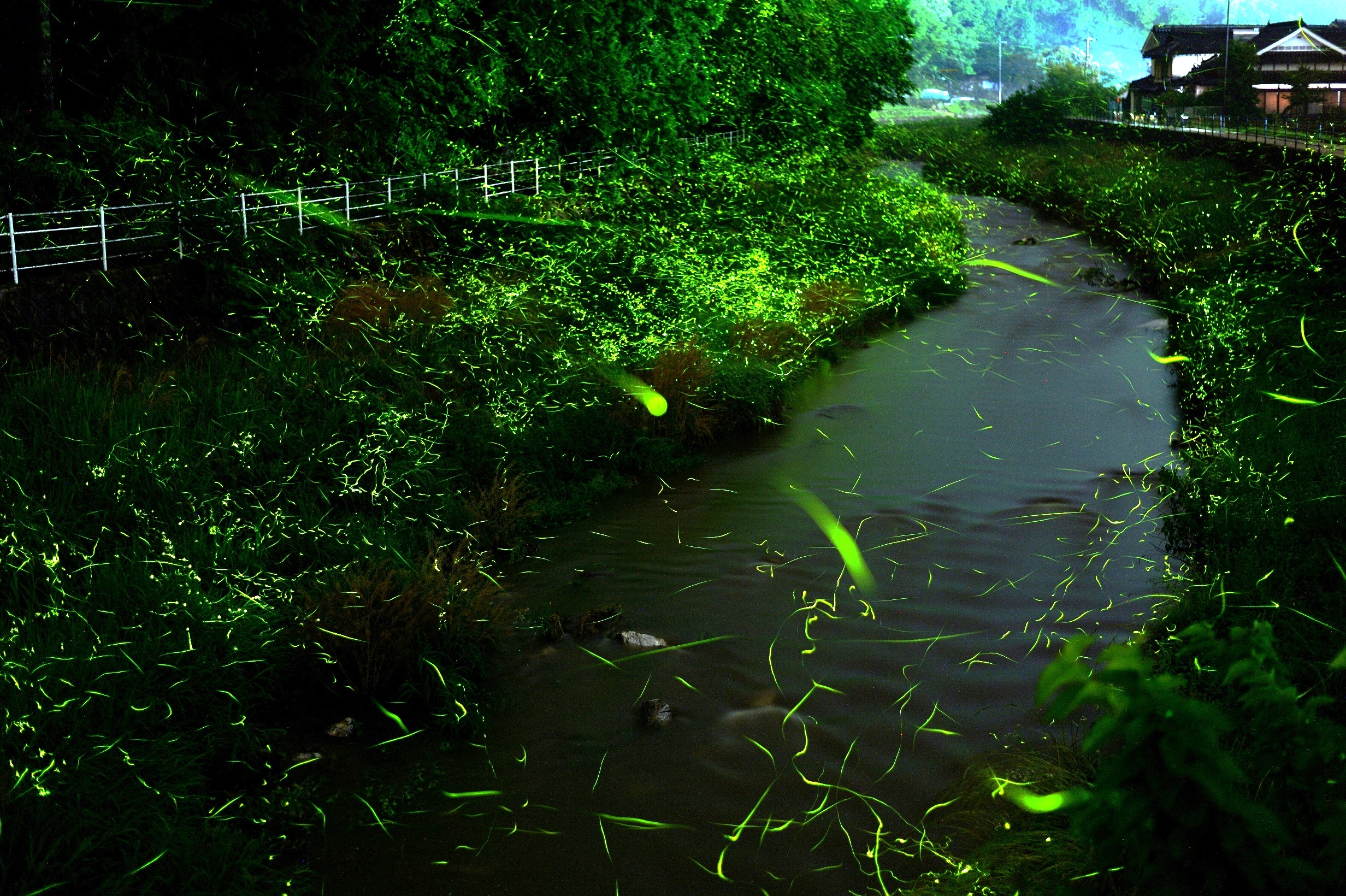
ゲンジボタル（備中川､井弥の穴付近）

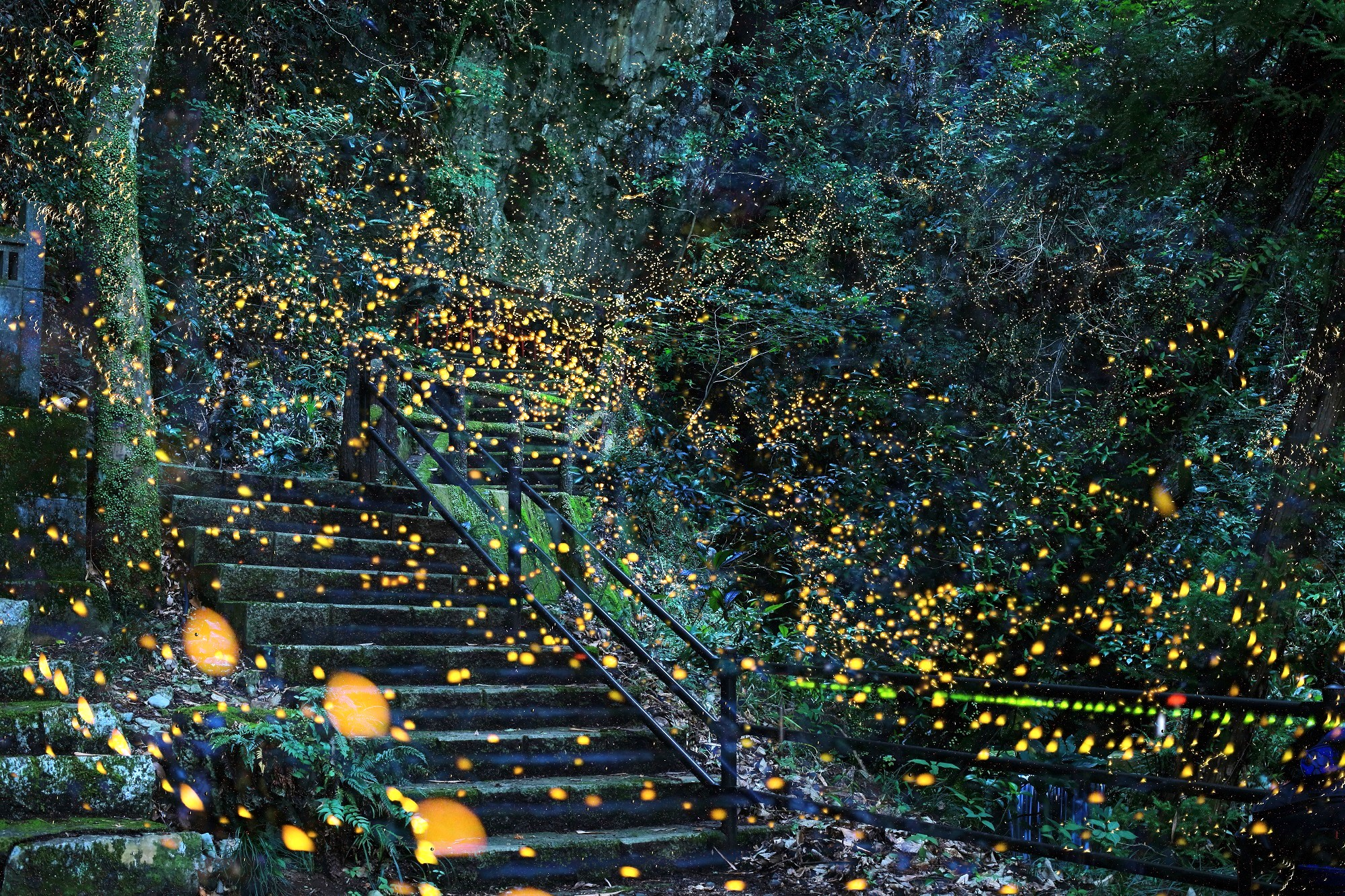
ヒメボタル（諏訪の穴前､北房ほたる公園付近）

北房地域は、環境省の「ふるさといきものの里百選」にも選ばれた岡山県の代表的なホタルの里である。「北房ほたる公園」（真庭市下呰部）付近は、水生ホタルのゲンジボタルとヘイケボタル、陸生ホタルのヒメボタルとオバボタル、の４種のホタルが生息する珍しい地域であり、県内屈指のホタル生息地である。カルスト地形が広がり石灰岩が多く分布する北房地域は、川の浸食によって渓谷や鍾乳洞などを形成している。地域を流れる備中川の水にはカルシウムが豊富に含まれ、ゲンジボタルのエサになるカワニナも多く生息し、ゲンジボタルの生育に適した環境が整っており、この流域には昔からたくさんのホタルが飛び交っていた。しかし1955年（昭和30年）頃には農薬の使用や乱獲などにより激減。1959年（昭和34年）には旧北房町が備中川とその支流を天然記念物に指定し保護をスタートさせた。1970年（昭和45年） 北房町が主体となる「ホタルを育てる会」が結成され、2007年（平成19年）「北房ホタル保存会」に改称されている。

## 受賞その他
- 地域の環境意識の高揚に貢献した功績を評価され「環境大臣賞」（2021年度）を受賞[8]。
- 地域社会への貢献や国際舞台での活躍が顕著な個人や団体を顕彰する「山陽新聞奨励賞（社会部門）」を受賞（2021年1月）[9]。
- ESD（持続可能な開発のための教育）推進団体を表彰する「中国ブロック･ユネスコESD活動顕彰」に選定される（2018年9月）[10]。
- 環境の保護意識を高めた功績で岡山県の「環境おかやま大賞」（2011年度）を受賞[11]。

## 環境の変遷と活動
- 北房地域の備中川流域には昔からたくさんのホタルが飛び交っていた[6]。
- 1955年（昭和30年）頃から、農薬の使用や乱獲などが原因でホタルが激減した[6]。
- 1971年（昭和46年）、同会の前身である「ホタルを育てる会」が孵化室と養殖池を備えた「ホタル養殖場」を整備する[6]。
- 1972年（昭和47年）、記録的な豪雨により備中川が氾濫した事から河川改修が進み、ホタルの生息環境が一変した[6]。
- 昭和50年代、地元の呰部小学校児童によるカワニナの採取・放流、住民らによる啓発看板の設置などの保護活動が町全体に広がった。また、河川改修が進んだ備中川に中州ができ草も茂るようになり、徐々に自然に近い環境を取り戻していく[12]。
- 1984年（昭和59年）、地元の呰部商店会による「ホタルまつり」が始まる[12]。
- 1993年（平成5年）、「北房ほたる公園」が完成し、生態研究用の孵化室、展示室、ホタルのための水路などが整備された[12]。
- 2016年（平成18年）、真庭市で「全国ほたるサミット」が開催される[12]。
- 2017年（平成29年）、平城元さん（令和元年から同会会長）がホタルの点滅数を基に個体数の把握を一人で始めた[13]。
- 2018年（平成30年）、西日本豪雨で備中川が増水し川底がえぐられホタルの幼虫が流され生息数の減少が懸念された[14]。
- 同年、生き延びた幼虫を守るため、会員や市職員が餌となるカワニナ数千匹を採取し用水路から放流した[14]。
- 2019年（令和元年）、専門業者に委託して、水質調査、溶存酸素量、PH、透明度などもデータ化した[13]。
- 2020年（令和2年）、ゲンジボタルやヒメボタルに比べ圧倒的に少ないヘイケボタルの個体数を増やすため、同会会員は北房ほたる公園内の水路にハナショウブの株を植える[15]。
- 2022年（令和4年）、ゲンジボタルの生息マップは会員約20人が調査して作ったもので、備中川やその支川の約６割、計29.6キロメートルもの区間で生息を確認できた[16]。

## 啓発活動
- 「ほくぼうホタル学」を開催[17][12]。
- ホタルのパンフレットを製作し、生息マップ／会の歴史／地道な調査成果／乱獲や災害を乗り越えて生息環境を守ってきた歩みを盛り込む[16]。
- 発足50周年記念事業として北房ほたる公園の展示室をリニューアルし、ヒメボタルの写真、備中川の水質やゲンジ、ヘイケ、ヒメボタルの出現ピークをグラフ化した観察データ、同会の半世紀に及ぶ活動などを紹介[18]。
- 毎年6月を「北房ホタル鑑賞月間」としてイベント等を行う[19]。
- 人工的な光はホタルの配偶行動を妨げるため、配偶行動の1ヶ月間は遮光幕を設置して行動を保護[20]。

## 沿革
- 1959年（昭和34年）、北房町はゲンジボタルの生息地を町の天然記念物に指定[6][21]。
- 1970年（昭和45年）、北房町が主体となる「ホタルを育てる会」が結成される[6]。
- 1993年（平成5年）、「ホタルを育てる会」は「北房町ホタルを育てる会」に改称[12]。
- 2007年（平成19年）、「北房町ホタルを育てる会」は「北房ホタル保存会」に改称[12]。
- 2020年（令和2年）、前身となる「ほたるを育てる会」の発足から50周年を迎えた[5][1]。